# 940 a tudományban
A 940. év a tudományban és a technikában.

## Születések
- Ibn Szahl matematikus és optikai mérnök (1000)
- Abu l-Vafá Muhammad ibn Muhammad al-Búzdzsáni csillagász és matematikus (998)